# Ibrahim Sangaré
Ibrahim Sangaré, född 2 december 1997, är en ivoriansk fotbollsspelare som spelar för Nottingham Forest. Han spelar även för Elfenbenskustens landslag. Sangaré spelar främst som mittfältare.

## Klubbkarriär

### Tidig karriär
Sangaré började sin fotbollskarriär i Tout Puissant Koumassi, en klubb i södra Abidjan. 2012 gick han till AS Denguélé. 2014 var Sangaré nominerad till bästa framtidshopp i Ligue 1 (Elfenbenskusten), ett pris som vanns av Franck Kessié.

### Toulouse
I juli 2016 värvades Sangaré av franska Toulouse, där han skrev på ett treårskontrakt. Sangaré debuterade i Ligue 1 den 22 oktober 2016 i en 0–0-match mot Angers, där han blev inbytt på övertid mot Óscar Trejo. Sangaré gjorde sin första match som startspelare den 30 november 2016 i en 1–0-vinst över Montpellier.
I juni 2017 förlängde Sangaré sitt kontrakt i Toulouse fram till 2021. Han gjorde sitt första mål i Ligue 1 den 24 februari 2018 i en match mot AS Monaco. Under säsongen 2018/2019 etablerade Sangaré sig i startelvan och gjorde en stark start på säsongen som defensiv mittfältare tillsammans med John Bostock i en 4-2-3-1-uppställning. I slutet av oktober halkade han dock i omklädningsrummet, vilket orsakade en skada på en sena i stortån. Sangaré opererades och missade därefter spel fram till i januari 2019.
Säsongen 2019/2020 var Sangaré fortsatt ordinarie på det centrala mittfältet i Toulouse. Klubben hade dock en rad dåliga resultat och stod på endast 13 poäng och tre segrar i mars 2020 då Ligue 1 blev avstängd på grund av Covid-19-pandemin. Toulouse låg då på sista plats i Ligue 1 och blev nedflyttad till Ligue 2.

### PSV Eindhoven
Trots nedflyttning med Toulouse spelade Sangaré de två första matcherna i Ligue 2 innan han den 28 september 2020 värvades av PSV Eindhoven.

### Nottingham Forest
Den 1 september 2023 värvades Sangaré av Premier League-klubben Nottingham Forest, där han skrev på ett femårskontrakt.

## Landslagskarriär
Sangaré debuterade för Elfenbenskustens landslag den 18 oktober 2015 i en 2–1-förlust mot Ghana i kvalet till African Nations Championship 2016, där han även gjorde sitt första mål. I returmatchen mot Ghana vann Elfenbenskusten med 1–0 och vidare med fler gjorda bortamål.
Sangaré fick därefter vänta i fyra år, till juni 2019, på sin nästa landskamp som kom i en match mot Komorerna. Han var därefter uttagen i Elfenbenskustens trupp till Afrikanska mästerskapet 2019.

## Karriärstatistik

### Klubblag
| Klubb              | Säsong             | Liga               | Liga    | Liga | Nationell cup | Nationell cup | Internationell cup | Internationell cup | Övrigt  | Övrigt | Totalt  | Totalt |
| Klubb              | Säsong             | Division           | Matcher | Mål  | Matcher       | Mål           | Matcher            | Mål                | Matcher | Mål    | Matcher | Mål    |
| ------------------ | ------------------ | ------------------ | ------- | ---- | ------------- | ------------- | ------------------ | ------------------ | ------- | ------ | ------- | ------ |
| Toulouse           | 2016/2017          | Ligue 1            | 5       | 0    | 1             | 0             | —                  | —                  | —       | —      | 6       | 0      |
| Toulouse           | 2017/2018          | Ligue 1            | 20      | 1    | 2             | 0             | —                  | —                  | 2       | 0      | 24      | 1      |
| Toulouse           | 2018/2019          | Ligue 1            | 28      | 1    | 0             | 0             | —                  | —                  | —       | —      | 28      | 1      |
| Toulouse           | 2019/2020          | Ligue 1            | 25      | 0    | 1             | 0             | —                  | —                  | —       | —      | 26      | 0      |
| Toulouse           | 2020/2021          | Ligue 2            | 2       | 0    | 0             | 0             | —                  | —                  | —       | —      | 2       | 0      |
| Toulouse           | Totalt             | Totalt             | 80      | 2    | 4             | 0             | —                  | —                  | 2       | 0      | 86      | 2      |
| PSV Eindhoven      | 2020/2021          | Eredivisie         | 29      | 1    | 3             | 0             | 7                  | 0                  | —       | —      | 39      | 1      |
| PSV Eindhoven      | 2021/2022          | Eredivisie         | 29      | 3    | 4             | 0             | 15                 | 1                  | 1       | 0      | 49      | 4      |
| PSV Eindhoven      | 2022/2023          | Eredivisie         | 29      | 5    | 5             | 1             | 10                 | 2                  | 1       | 0      | 45      | 8      |
| PSV Eindhoven      | 2023/2024          | Eredivisie         | 2       | 0    | 0             | 0             | 4                  | 2                  | 1       | 0      | 7       | 2      |
| PSV Eindhoven      | Totalt             | Totalt             | 89      | 9    | 12            | 1             | 36                 | 5                  | 3       | 0      | 140     | 15     |
| Nottingham Forest  | 2023/2024          | Premier League     | 0       | 0    | 0             | 0             | –                  | –                  | 0       | 0      | 0       | 0      |
| Totalt i karriären | Totalt i karriären | Totalt i karriären | 185     | 11   | 16            | 1             | 36                 | 5                  | 5       | 0      | 241     | 17     |

1. ↑  Inkluderar matcher i Coupe de France, Coupe de la Ligue och KNVB Cup.
2. ↑  Nedflyttningskvalmatcher mot Ajaccio.
3. ↑  Samtliga matcher i Europa League.
4. ↑  Sex matcher i Champions League, fyra matcher och ett mål i Europa League samt fem matcher i Europa Conference League.
5. 1 2 3  Match i Johan Cruijff Schaal.
6. ↑  Fyra matcher och ett mål i Champions League samt sex matcher och ett mål i Europa League.
7. ↑  Matcher i Champions League.

### Landslag
| Landskamper för Elfenbenskusten | Landskamper för Elfenbenskusten | Landskamper för Elfenbenskusten  | Landskamper för Elfenbenskusten | Landskamper för Elfenbenskusten | Landskamper för Elfenbenskusten | Landskamper för Elfenbenskusten | Landskamper för Elfenbenskusten               | Landskamper för Elfenbenskusten |
| Nr                              | Datum                           | Spelplats                        | Hemmalag                        | Resultat                        | Bortalag                        | Mål                             | Evenemang                                     |                                 |
| ------------------------------- | ------------------------------- | -------------------------------- | ------------------------------- | ------------------------------- | ------------------------------- | ------------------------------- | --------------------------------------------- | ------------------------------- |
| 1                               | 18 oktober 2015                 | Kumasi, Ghana                    | Ghana                           | 2 – 1                           | Elfenbenskusten                 | 1                               | Kvalet till African Nations Championship 2016 |                                 |
| 2                               | 30 oktober 2015                 | Abidjan, Elfenbenskusten         | Elfenbenskusten                 | 1 – 0                           | Ghana                           |                                 | Kvalet till African Nations Championship 2016 |                                 |
| 3                               | 7 juni 2019                     | Boulogne-sur-Mer, Frankrike      | Elfenbenskusten                 | 3 – 1                           | Komorerna                       |                                 | Vänskapsmatch                                 |                                 |
| 4                               | 19 juni 2019                    | Abu Dhabi, Förenade Arabemiraten | Zambia                          | 1 – 4                           | Elfenbenskusten                 |                                 | Vänskapsmatch                                 |                                 |
| 5                               | 1 juli 2019                     | Kairo, Egypten                   | Namibia                         | 1 – 4                           | Elfenbenskusten                 |                                 | Afrikanska mästerskapet 2019                  |                                 |
| 6                               | 11 juli 2019                    | Suez, Egypten                    | Elfenbenskusten                 | 1 – 1 (3–4 str.)                | Algeriet                        |                                 | Afrikanska mästerskapet 2019                  |                                 |
| 7                               | 13 oktober 2019                 | Amiens, Frankrike                | Elfenbenskusten                 | 3 – 1                           | Kongo-Kinshasa                  |                                 | Vänskapsmatch                                 |                                 |
| 8                               | 17 november 2020                | Antananarivo, Madagaskar         | Madagaskar                      | 1 – 1                           | Elfenbenskusten                 |                                 | Kvalet till Afrikanska mästerskapet 2021      |                                 |
| 9                               | 26 mars 2021                    | Niamey, Niger                    | Niger                           | 0 – 3                           | Elfenbenskusten                 |                                 | Kvalet till Afrikanska mästerskapet 2021      |                                 |
| 10                              | 30 mars 2021                    | Abidjan, Elfenbenskusten         | Elfenbenskusten                 | 3 – 1                           | Etiopien                        |                                 | Kvalet till Afrikanska mästerskapet 2021      |                                 |
| 11                              | 5 juni 2021                     | Abidjan, Elfenbenskusten         | Elfenbenskusten                 | 2 – 1                           | Burkina Faso                    | 1                               | Vänskapsmatch                                 |                                 |
| 12                              | 11 juni 2021                    | Cape Coast, Ghana                | Ghana                           | 0 – 0                           | Elfenbenskusten                 |                                 | Vänskapsmatch                                 |                                 |
| 13                              | 3 september 2021                | Maputo, Moçambique               | Moçambique                      | 0 – 0                           | Elfenbenskusten                 |                                 | Kvalet till VM 2022                           |                                 |
| 14                              | 6 september 2021                | Abidjan, Elfenbenskusten         | Elfenbenskusten                 | 2 – 1                           | Kamerun                         |                                 | Kvalet till VM 2022                           |                                 |
| 15                              | 8 oktober 2021                  | Soweto, Sydafrika                | Malawi                          | 0 – 3                           | Elfenbenskusten                 | 1                               | Kvalet till VM 2022                           |                                 |
| 16                              | 11 oktober 2021                 | Cotonou, Benin                   | Elfenbenskusten                 | 2 – 1                           | Malawi                          |                                 | Kvalet till VM 2022                           |                                 |
| 17                              | 16 november 2021                | Yaoundé, Kamerun                 | Kamerun                         | 1 – 0                           | Elfenbenskusten                 |                                 | Kvalet till VM 2022                           |                                 |
| 18                              | 12 januari 2022                 | Douala, Kamerun                  | Ekvatorialguinea                | 0 – 1                           | Elfenbenskusten                 |                                 | Afrikanska mästerskapet 2021                  |                                 |
| 19                              | 16 januari 2022                 | Douala, Kamerun                  | Elfenbenskusten                 | 2 – 2                           | Sierra Leone                    |                                 | Afrikanska mästerskapet 2021                  |                                 |
| 20                              | 20 januari 2022                 | Douala, Kamerun                  | Elfenbenskusten                 | 3 – 1                           | Algeriet                        | 1                               | Afrikanska mästerskapet 2021                  |                                 |
| 21                              | 26 januari 2022                 | Douala, Kamerun                  | Elfenbenskusten                 | 0 – 0 (4–5 str.)                | Egypten                         |                                 | Afrikanska mästerskapet 2021                  |                                 |
| 22                              | 25 mars 2022                    | Marseille, Frankrike             | Frankrike                       | 2 – 1                           | Elfenbenskusten                 |                                 | Vänskapsmatch                                 |                                 |
| 23                              | 3 juni 2022                     | Yamoussoukro, Elfenbenskusten    | Elfenbenskusten                 | 3 – 1                           | Zambia                          | 1                               | Kvalet till Afrikanska mästerskapet 2023      |                                 |
| 24                              | 9 juni 2022                     | Soweto, Sydafrika                | Lesotho                         | 0 – 0                           | Elfenbenskusten                 |                                 | Kvalet till Afrikanska mästerskapet 2023      |                                 |
| 25                              | 24 september 2022               | Rouen, Frankrike                 | Elfenbenskusten                 | 2 – 1                           | Togo                            |                                 | Vänskapsmatch                                 |                                 |
| 26                              | 27 september 2022               | Amiens, Frankrike                | Elfenbenskusten                 | 3 – 1                           | Guinea                          | 1                               | Vänskapsmatch                                 |                                 |
| 27                              | 16 november 2022                | Marrakech, Marocko               | Elfenbenskusten                 | 4 – 0                           | Burundi                         | 1                               | Vänskapsmatch                                 |                                 |
| 28                              | 19 november 2022                | Marrakech, Marocko               | Elfenbenskusten                 | 1 – 2                           | Burkina Faso                    | 1                               | Vänskapsmatch                                 |                                 |
| 29                              | 24 mars 2023                    | Bouaké, Elfenbenskusten          | Elfenbenskusten                 | 3 – 1                           | Komorerna                       |                                 | Kvalet till Afrikanska mästerskapet 2023      |                                 |
| 30                              | 28 mars 2023                    | Iconi, Komorerna                 | Komorerna                       | 0 – 2                           | Elfenbenskusten                 | 1                               | Kvalet till Afrikanska mästerskapet 2023      |                                 |
| 31                              | 17 juni 2023                    | Ndola, Zambia                    | Zambia                          | 3 – 0                           | Elfenbenskusten                 |                                 | Kvalet till Afrikanska mästerskapet 2023      |                                 |
| 32                              | 9 september 2023                | San-Pédro, Elfenbenskusten       | Elfenbenskusten                 | 1 – 0                           | Lesotho                         | 1                               | Kvalet till Afrikanska mästerskapet 2023      |                                 |

## Meriter
PSV Eindhoven
- KNVB Cup: 2021/2022, 2022/2023
- Johan Cruijff Schaal: 2021,[19] 2022, 2023